# لا تدعني أذهب أبدا (رواية)

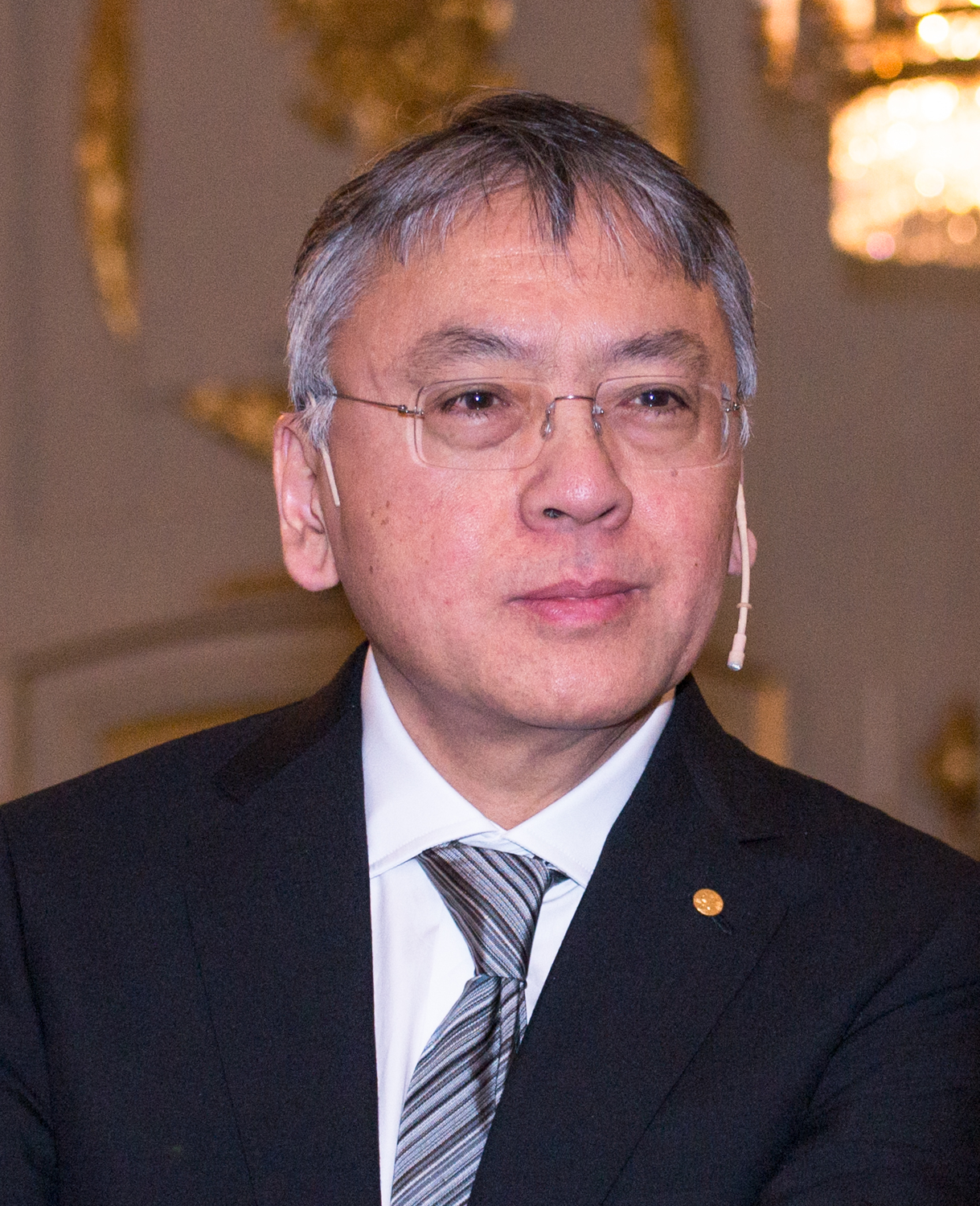
كازوو إيشيغيرو مؤلِّف رواية لا تدعني أذهب أبدًا

لا تدعني أذهب أبدًا (بالإنجليزية: Never Let Me Go) هي رواية خيال علمي للكاتب البريطاني - الياباني كازوو إيشيغيرو الحاصل على جائزة نوبل في الأدب سنة 2017، صدرت باللغة الانجليزية سنة 2005 ونقلها إلى اللغة العربية فايز الصياغ، موسومة ب "لا تدعني أرحل أبدا" عن منشورات دار جامعة حمد بن خليفة للنشر، سنة 2019.
رشحت لجائزة مان بوكر عام 2005 (وهي جائزة فاز بها الكاتب سابقًا عام 1989 عن رواية "بقايا النهار")، و لجائزة آرثر سي كلارك عام 2006، وجائزة دائرة نقاد الكتب الوطنية عام 2005. صنفتها مجلة "تايم" كأفضل رواية لعام 2005، كما أدرجت الرواية ضمن قائمتها أفضل 100 رواية باللغة الإنجليزية نُشرت منذ عام 1923. وحصلت أيضًا على جائزة ALA Alex Awards في عام 2006. صدر فيلم مقتبس من الرواية أخرجه مارك رومانيك عام 2010 بعنوان لا تدعني أذهب أبدا؛ وعُرض مسلسل تلفزيوني ياباني في عام 2016.

## السياق
تدور أحداث الرواية في إنجلترا خلال التسعينيات وتتبع حياة الطلاب في مدرسة داخلية نخبوية. تستكشف القصة مواضيع الصداقة والذكريات وما يعنيه أن تكون إنسانًا، كاشفة تدريجيًا ألغازًا أعمق حول طبيعة عالمهم. بدأ إيشيغورو كتابة "لا دعني أذهب أبدًا" في عام 1990. وكان عنوانها الأصلي "رواية الطالب".

## الشخصيات
- كاثي - بطلة الرواية وقاصتها. وهي مستنسخة لتكون مانحة، وهي راعية تحصد الأعضاء من خلال سلسلة من التبرعات.خلال طفولتها، كاثي كانت متحمسة، طيبة، محبة، وتقف على كل ما هو حق. في نهاية الرواية، كاثي هي امرأة شابة لا تظهر الكثير من المشاعر عندما تنظر إلى الوراء نحو ماضيها.
- تومي - متبرع رجل، صديق كاثي. قدم كصبي غير موهوب ومعزول في هيلشام، مع مزاج سيء.
- روث - متبرعة من هيلشام، وصفتها كاثي بإنها متسلطة. في بداية الرواية، هي منفتحة مع آراء قوية ويبدو أنها مركز النشاط الاجتماعي في مجموعتها. ومع ذلك، فهي ليست واثقة كما كانت في البداية. كان لديها أمل في المستقبل، ولكن آمالها سحقت لأنها تدرك أنها ولدت لتكون مانحة وليس لها مستقبل آخر. روث تتخلى في نهاية المطاف عن كل آمالها وأحلامها، وتحاول مساعدة كاثي وتومي للحصول على حياة أفضل.

## الانتقادات والاراء
اعتبر لويس ميناند الرواية في مجلة نيويوركر الفرضية الرئيسية للمؤلَّف مشابهة لتلك الموجودة في روايته "بقايا النهار"والمتمثلة في كون السعادة قد تكون أمامك، لكن من الصعب تحقيقها.

## الجوائز
في عام 2019، احتلت الرواية المرتبة الرابعة على قائمة صحيفة الغارديان لأفضل 100 كتاب في القرن الواحد والعشرين. وفي عام 2024، احتلت المرتبة التاسعة على قائمة نيويورك تايمز لأفضل 100 كتاب في القرن الواحد والعشرين

## التبني
قام مارك رومانيك ‏ بإخراج فيلم بريطاني بعنوان نيفر ليت مي غو عام 2010. في اليابان أنتجت وكالة  هوريبرو نسخة مسرحية في 2014 تدعى واتاشي ووهاناسانيدي (私を離さないで)، وفي 2016 وتحت نفس العنوان قامت قناة تي بي سي بعرض مسلسل درامي تم تصويره في اليابان من بطولة هاروكا أياسي وهاريوما ميورا.

## روابط خارجية
- لا تدعني أذهب أبداً على موقع الموسوعة البريطانية (الإنجليزية)